# Constituționalism

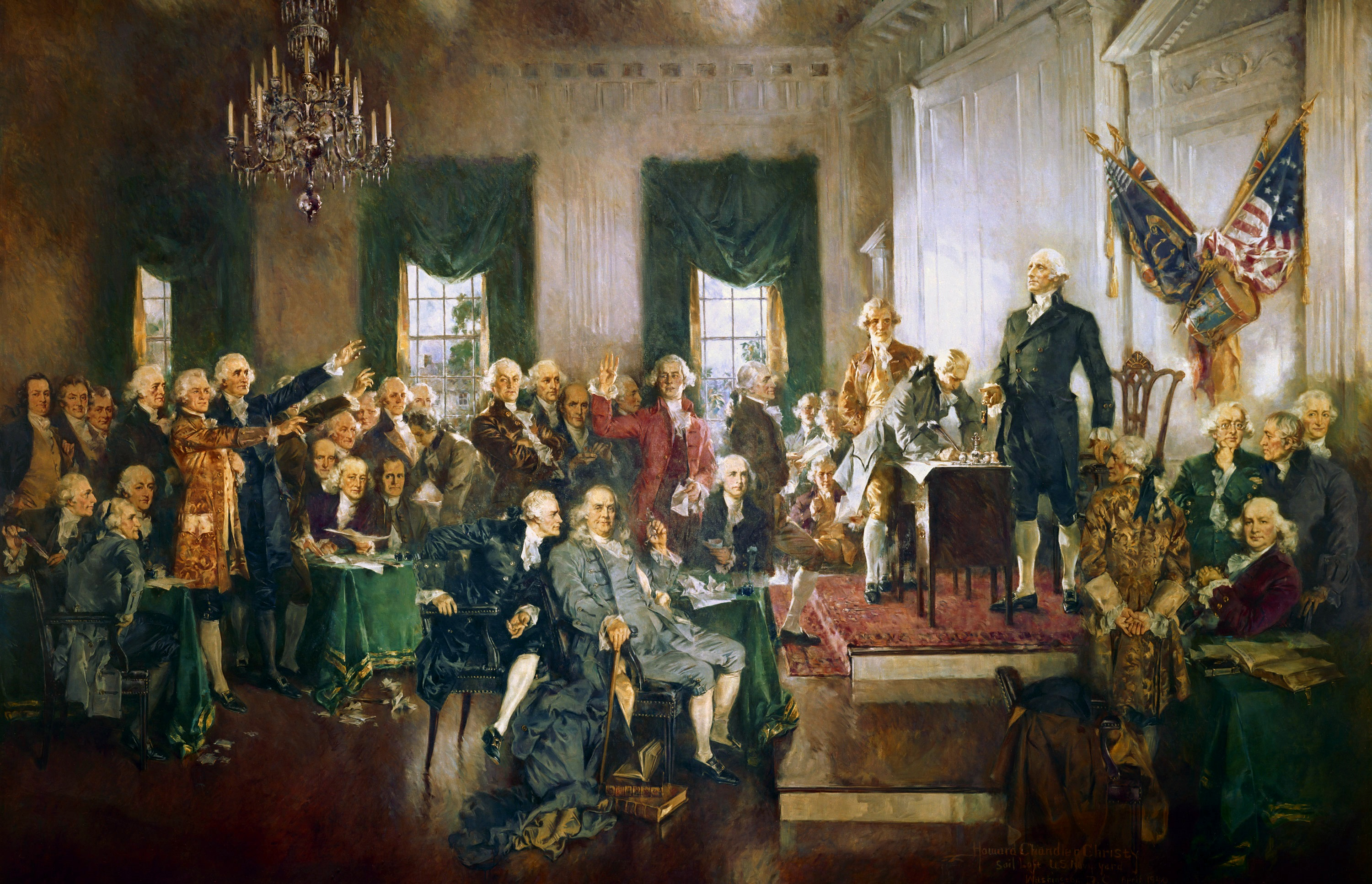
Semnarea Constituției americane în 1787

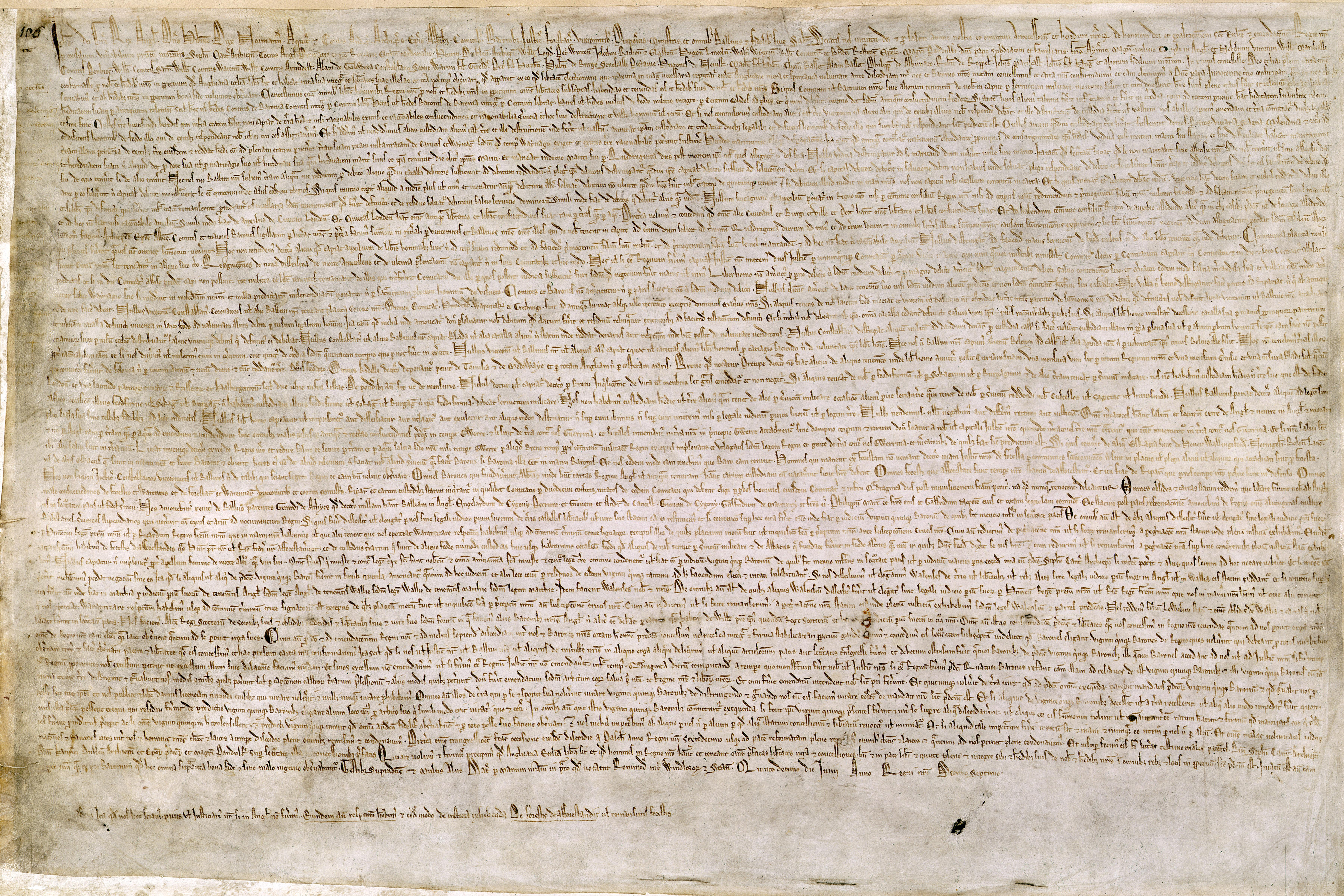
Magna Carta Angliei („Marea Cartă”), creată în 1215, este considerată unul dintre cele mai mari documente constituționale din toate timpurile.

Constituționalismul este un termen din istoria constituțională ce descrie o formă de guvernare în care drepturile și îndatoririle autorităților statului, în special ale monarhului, și ale cetățenilor sunt ancorate într-o constituție. În funcție de țară și limbă, se pot aplica definiții diferite.
Organizațiile politice sunt constituționale în măsura în care „conțin mecanisme instituționalizate de control al puterii pentru protejarea intereselor și libertăților cetățenilor, inclusiv a celor care pot fi în minoritate ”.

## Japonia
Începând cu 3 mai 1947, statul suveran Japonia a menținut o monarhie constituțională parlamentară unitară, cu un împărat și o legislatură aleasă, numită Dieta Națională.